# Äsingen
Äsingen är en sjö i Åre kommun i Jämtland och ingår i Indalsälvens huvudavrinningsområde. Sjön har en area på 3,22 kvadratkilometer och ligger 422,3 meter över havet.

## Delavrinningsområde
Äsingen ingår i det delavrinningsområde (707550-133382) som SMHI kallar för Utloppet av Anjan. Medelhöjden är 458 meter över havet och ytan är 11,83 kvadratkilometer. Räknas de 5 avrinningsområdena uppströms in blir den ackumulerade arean 21,77 kvadratkilometer. Vattendraget som avvattnar avrinningsområdet har biflödesordning 3, vilket innebär att vattnet flödar genom totalt 3 vattendrag innan det når havet efter 367 kilometer. Avrinningsområdet består mestadels av skog (53 procent) och sankmarker (17 procent). Avrinningsområdet har 3,19 kvadratkilometer vattenytor vilket ger det en sjöprocent på 27 procent.